# Étienne-Gaspard Robert
Étienne-Gaspard Robert (1763–1837), mais conhecido por "Robertson", foi um proeminente ilusionista , mágico físico e balonista belga e um influente colaborador da phantasmagoria. Foi descrito por Charles Dickens como "an honourable and well-educated showman". Juntamente com seu pioneirismo nas técnicas de projeção para seus shows, Robert foi também físico e afinado balonista num momento de grande desenvolvimento na aviação.

## Breve histórico
Nascido em Liège, Robert estudou em Leuven e tornou-se professor de física, especialista em óptica. Ele foi um ávido pintor e pretendia ir morar na França, com o intuito de uma carreira artísitica.Em 1790 ele muda-se para Paris e mantém-se como pintor e desenhista.
Em 1796, durante a Revolução Francesa e três anos após a declaração da guerra entre França e a Grã-Bretanha, Robert entrou em tratativas com o governo francês e propõe um método de queimar os navios da marinha real britânica. Baseado no mito dos espelhos de Arquimedes, ele queria empregar grandes espelhos para dirigir quantidades intensas de luz solar nas embarcações de aproximação. O governo não aceitou sua sugestão.
Robert experimentou em várias áreas da física, dando demonstrações públicas sobre sua pesquisa no galvanismo e sistema óptico nos idos de 1790s e no começo da década de 1800s adiantados.

## Phantasmagoria
Robert criou uma nova forma de mostrar a ilusão em 1793, através da lanterna mágica de Paul de Philipsthal. Philipsthal foi um dos pioneiros nas performances e shows nesse sentido, e com seu conhecimento de óptica, Robert viu o real potencial do que viria a ser "phantasmagoria". Seus conhecimentos em pintura também igualmente provariam ser um recurso significativo no desenvolvimento de sua obsessão recém-adquirida

### Fantoscópio
Robert leu os trabalhos de Athanasius Kircher e estêve particularmente interessado na lanterna mágica, nova forma de projetar imagens. Ele criou sua própria versão do dispositivo com diversas melhorias, adicionando lentes ajustáveis e um sistema móvel da carruagem que permitiria que o operador mudasse o tamanho da imagem projetada. Igualmente tornou possível projetar diversas imagens diferentes que usam mais de uma placa de vidro pintado. A exposição resultante obteve um efeito muito espectral , especialmente quando em uma atmosfera esfumaçada. Com isto o operador tinha a habilidade de manipular as imagens projetadas de uma posição despercebida. Em 1799, após refinar o sistema, recebeu uma patente para sua lanterna , nomeando-a Fantoscópio.

### Shows
Robert desenvolveu um show de phantasmagoria baseado em torno de seu sistema de projeção e do uso de outros efeitos e técnicas. Robert escreveu as cenas , que envolviam atores e ventriloquismo ao lado de suas projeções, criando uma impressão de forma fantasmagórica   Robert usou diversos dispositivos da projeção e uma variedade de maneiras, incluindo a projeção traseira e a projeção em grandes partes de gaze encerada e revestida (que dá à imagem uma aparência mais translúcida). Ele também usou fumaça e espelhos para disfarçar os mecanismos em seus shows. Suas habilidades da pintura permitiram que criasse descrições exatas de heróis franceses famosos tais como Jean-Paul Marat, Voltaire, e Jean-Jacques Rousseau.
Robert executou seu primeiro show no Pavillon de mais l'Echiquier, em 23 janeiro de 1798.  Seu carisma e os efeitos visuais nunca antes vistos deixaram a audiência convencida que tinha considerado fantasmas reais, com muitos terrificados pelo desempenho.
Após a investigação pelas autoridades, a mostra de Robert foi interrompida em Paris. Transportou-a para Bordéus e continuou executando-a , antes de retornar a Paris algumas semanas mais tarde. Era durante este período , teve experiência como passageiro de balão , que teve influência maciça em sua vida. Em seu retorno a Paris, Robert descobriu que dois de seus assistentes anteriores tinham continuado os desempenhos sem ele. Refinou sua mostra, fazendo a uma execução mais elaborada e mais inventiva e de maneira permanente a partir de de 3 janeiro 1799.  The Gothic surroundings of the crumbling Convent des Capucines near the Place Vendôme gave Robert the ideal eerie home for his show.
Seus shows foram executados no DES Capucines do convento por quatro anos, e Robert queria que seu show fosse visto no mundo, visitando Rússia, Espanha e os Estados Unidos tempos depois .  During his travels he dedicated a lot of his time to ballooning.

## Balonismo
Robert foi um afinado balonista que projetou alguns balões em diferentes países ao redor do mundo. Em 18 de julho de 1803, em Hamburgo, obteve recorde de altitude (para a época) em montgolfière.  Ele também gastou muitos voos em investigações meteorológicas.
Os dois voos de Robert em balões de hidrogênio na cidade de Hamburgo, e o terceiro em São Petersburgo, foram designados como "científicos" por ele mesmo. Efetivamente, Robert fez numerosas observações: observações do barômetro e do termômetro, em formas e em alturas de formações da nuvem, no comportamento dos pára-quedas em alturas diferentes, na evaporação do éter, nas propriedades elétricas de materiais diferentes e do ar, no comportamento de uma agulha magnética, no ponto de ebulição da água em grandes alturas, na propagação sadia, na influência das altas altitudes em animais (pombos e borboletas), na força da radiação solar, no espectro solar, nas propriedades da gravidade, na composição química do ar e na pressão do ar.
Não obstante, a examinação próxima das mostras dos resultados, muitas contraditórias em relação as leis de física, foram sabidas já na altura dos voos. O prof. L.W. Gilbert discutiu os resultados publicados por Robert em seu Annalen der Physik. e mostrou o porque que Robert estava errado. Por exemplo, Robert diz que uma escala de mola com pesos unidos mostrou um peso mais baixo na altura em comparação à terra. Tal efeito é existente, mas torna-se somente aparente nas alturas superiores de 70.000 pés.
No ano de 1806, em uma audiência para 50.000 pessoas, incluindo a família real, no castelo de Rosenborg em Copenhagen, Robert voou todo o caminho para Roskilde - um feito notável para aquele tempo. O evento impressionou Hans Christian Ørsted, um físico dinamarquês influente que escreveu uma série de poemas sobre o voo.

## Outros pormenores
Robert oficialmente abriu o terceiro Jardim de Tivoli em 14 de maio de 1826. Morreu em Paris no ano de 1837 e foi enterrado no Cemitério Père Lachaise.